# Don Pépès
Pour plus de détails, voir Fiche technique et Distribution.
Don Pépès (I racconti romani di una ex novizia) est un decamerotico italien de Pino Tosini sorti en 1973.

## Synopsis
Dans la Rome papale, un conteur est battu et mis aux fers : pour passer le temps, il raconte à sept de ses codétenus une histoire que Pierre l'Arétin  est censé avoir racontée au pape Léon X. C'est celle de Nanna, la fille de Messer Barbieraccio — un homme âgé mais toujours dynamique — et de Donna Marietta, qui, se conformant à la volonté de ses parents, devient religieuse sous le nom de Sœur Agapita et est accueillie dans un couvent.
Plutôt que des pratiques spirituelles, les nonnes s'adonnent à de somptueux banquets avec quelques moines et des hommes célibataires ; alors qu'elle se retire seule pour prier dans sa chambre, elle remarque que dans d'autres pièces, on s'adonne à des orgies. Bouleversée par ce qui se passe, elle reçoit la visite du même célibataire qui, contre son gré, la force à faire l'amour pour la première fois. Abandonnant le voile, elle est mariée par sa mère ambitieuse à Giocondo, un homme perpétuellement ivre, qui se comporte grossièrement lors de la nuit de noces avant de s'endormir. Nanna, plutôt déçue, rencontre son amie Aspasia, elle aussi insatisfaite de Cencio, un mari peu intelligent ; décidée à trouver un amant, elle le trouve en la personne de Don Gorgonio, le nouveau curé de la paroisse. Avec la complicité de Nanna elle-même et de mastro Zenobio, un médecin complaisant, elle élabore un stratagème : elle fait semblant d'être mourante pour l'accueillir chez elle. Nanna, encouragée par elle, décide de prendre la place d'une prostituée et rencontre quatre amis de son mari. Ce dernier découvre bientôt les activités de sa femme, ce qui le met dans un profond désarroi.
Abandonnant elle aussi son mari, Nanna devient rapidement une prostituée de luxe, puis une courtisane respectée, dont sa mère perçoit les revenus. De sa liaison avec un certain Anguillara naît Filippa, dite Pippa. Celle-ci, atteignant l'âge de dix-huit ans, devient elle aussi une courtisane de luxe. Elle est couverte de pièces d'or et de bijoux par son premier amant, et cette fois, c'est Nanna elle-même qui encaisse l'argent. Alors que le conteur finit de raconter l'histoire à ses compagnons de prison désormais endormis, le pape Léon X, qui a également entendu l'histoire de Pierre l'Arétin lui-même et qui a été réconforté par les facéties de Fra' Martino, son bouffon, consent à ce qu'elle soit divulguée.

## Fiche technique
- Titre français : Don Pépès[1],[2]
- Titre original : I racconti romani di una ex novizia[3]
- Réalisation : Pino Tosini
- Scénario : Pino Tosini, Giancarlo Fusco (it)
- Photographie : Giuseppe Aquari (it)
- Montage : Giancarlo Veranucci
- Musique : Carlo Savina
- Décors : Leonida Floris
- Maquillage : Telemaco Tilli
- Production : Pino Tosini
- Sociétés de production : Boxer International Film
- Pays de production :  Italie
- Langue originale : italien
- Format : Couleurs
- Durée : 84 minutes (2 543 mètres à l'origine, censurés à 2 332 m.)
- Genre : Decamerotico
- Dates de sortie : 
  - Italie : 21 septembre 1973

## Distribution
- Karin Mayer : Nanna
- Francis Blanche : Pierre l'Arétin
- Gino Cervi : pape Léon X
- Tanya Lopert : Aspasia
- Ezio Sancrotti :
- Luciana Turina : l'abbesse
- Laurent Gerber : le conteur
- Claudio Pellegrini : fra' Martino
- Vittorio Poletti (it) : sor Giocondo
- Bruno Boschetti : Cencio
- Anna Recchimuzzi : sœur Benigna
- Anna Melita : sœur Marina
- Carla Mancini : servante de Nanna

## Censure
Le film a eu d'énormes problèmes avec la censure : présenté le 9 septembre 1972 sous le titre I racconti romani di Pietro l'Aretino, avec une longueur de 2 543 mètres, il a été rejeté deux fois, le 25 septembre et le 25 novembre 1972. Présenté à nouveau le 1er janvier 1973, d'abord sous le titre La nonna (« La grand-mère »), puis sous son titre définitif, avec une longueur réduite à 2 351 mètres, il est rejeté pour la troisième fois le 29 janvier 1973. Après une nouvelle réduction de la durée du film à sa longueur finale de 2 332 mètres, le film est autorisé par le visa no 61742 du 15 mars 1973, avec une interdiction aux moins de 18 ans.
On ne sait pas en quoi consistaient les 211 mètres de film manquants, la documentation n'étant pas disponible en date de 2015.